# エアポートシャトル

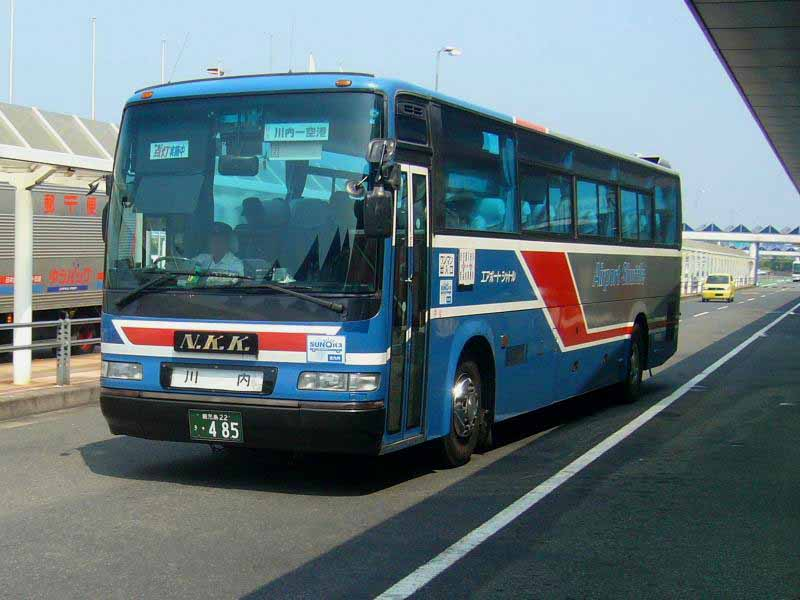
南国交通便

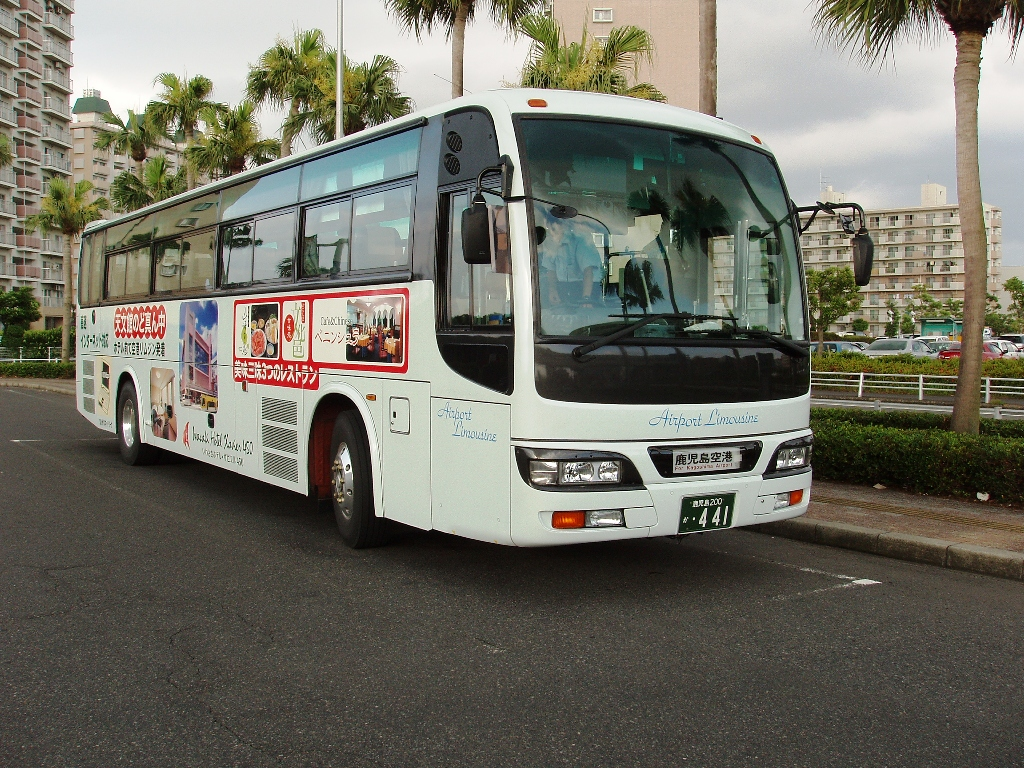
いわさきバスネットワーク便（現：鹿児島交通）

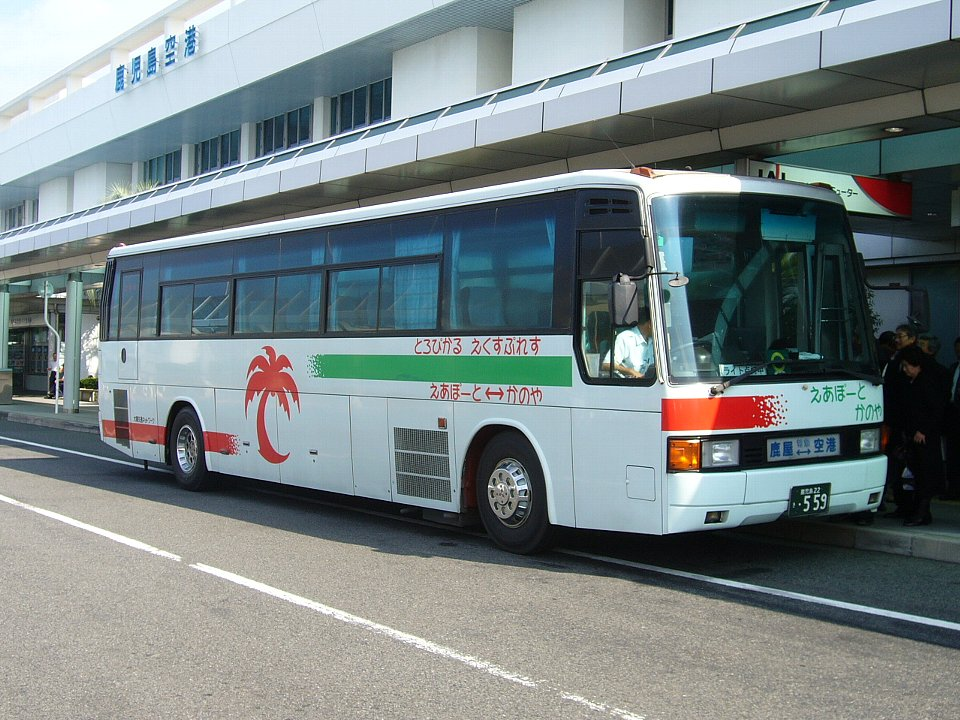
三州自動車便（現：鹿児島交通）

エアポートシャトル（Airport Shuttle）は、南国交通が鹿児島空港と県内の主要都市を結んで運行するバス路線である。
当項目ではいわさきコーポレーション（鹿児島交通）が運行する各系統についても記す。

## 運行路線・系統

### 南国交通・鹿児島交通（旧いわさきバスネットワーク）運行
※以下の内容は2019年以前のものである。休止している路線や停留所が存在する場合があるため、利用の際は必ず各運行会社のWebサイトで最新の情報を確認すること。
【鹿児島市内線】「担当営業所：南国交通空港自動車営業所・鹿児島交通鹿児島営業所」
- 吉野経由

鹿児島空港 - 吉野 - 天文館 - 鹿児島中央（南国BT） - 鴨池港
- 一般道の走行区間が長いため後続の伊敷経由またはノンストップ便の方が先着することがある。伊敷経由とノンストップは空港発に関しては走行ルートは同じで、下伊敷停留所に停車するかどうかの違いである[注釈 1]。
- 伊敷経由

鹿児島空港 - 下伊敷 - 鹿児島中央（南国BT） - 天文館 - 市役所前 
- ノンストップ

鹿児島空港 - （ノンストップ） - 鹿児島中央（南国BT） - 天文館 - 高速船ターミナル
【谷山線】「担当営業所：南国交通空港自動車営業所・鹿児島交通鹿児島支社」
- 鹿児島空港 - 皇徳寺郵便局 - 中山団地 - 谷山電停 - 卸本町中央

【川内線】「担当営業所：南国交通川内営業所・鹿児島交通川内営業所」
- 鹿児島空港 - 蒲生 - 蘭牟田温泉 - 川内駅 - 川内京セラ
  - 鹿児島県道42号川内加治木線を主に通過するルートを通り、すべて一般道での走行となっている。
  - ねれ北バス停から川内方面はクローズドドアとなり、川内方面行は降車のみ、鹿児島空港方面行は乗車のみとなる。
  - 市比野温泉入口バス停から鹿児島空港方面は乗降共に可能であり、一般路線バスのように利用可能である。

### 南国交通運行
【出水・阿久根線】「担当営業所：出水営業所」
- 鹿児島空港 - 宮之城駅・鉄道記念館 - 出水駅・出水バスセンター - 高尾野駅 - 野田郷駅 - 阿久根駅前 - 阿久根市役所前

【水俣・大口線（JR九州山野線代替も兼ねる）】「担当営業所：伊佐出張所」
- 鹿児島空港 - 栗野三文字 - 菱刈役場前 - 大口 - 新水俣駅 - 水俣駅前

上記路線はクローズドドアを行わず、かつ有料道路も経由しない。

### 鹿児島交通運行
【指宿線】「担当営業所：指宿営業所」
- 鹿児島空港 - 市民体育館 - 指宿駅 - 山川桟橋

【枕崎線】「担当営業所：枕崎営業所」
- 鹿児島空港 - 藤本農協前 - 伊作（東本町） - 加世田 - 枕崎

【日置線】「担当営業所：川内営業所（旧いわさきバスネットワーク）」
- 鹿児島空港 - 伊集院 - 湯之元( - 日吉)

【鹿屋線】「担当営業所：鹿屋営業所（旧三州自動車）」
- 鹿児島空港 - ホテル京セラ - 牧之原 - 百引 - 鹿屋 - 市役所前 - 東笠ノ原
  - クローズドドア方式を採用。

【垂水線】「担当営業所：鹿屋営業所（旧三州自動車）」
- 鹿児島空港 - 国分駅  - 検校橋 - 桜島口 - 垂水

【志布志線】「担当営業所：志布志営業所（旧三州自動車）」
- 鹿児島空港 - 国分駅入口 - 若駒学園前 -  牧之原 - 岩川 - 志布志

## 沿革
- 1972年頃 - 鹿児島空港リムジンとして運行開始。
- 1988年 - 九州自動車道鹿児島地区開業に伴い、運行経路変更。
- 2004年4月1日 - いわさきコーポレーションの組織改編に伴い鹿児島空港リムジン担当路線を南九州バスネットワークに移管。
- 2006年9月1日 - 南九州バスネットワーク会社解散に伴い、同社担当路線を林田バスに移管。
- 2008年2月1日 - 林田バスの清算に伴い、同社担当路線をいわさきバスネットワークに移管。
- 2009年6月1日 - バスセンターが併設されていた南国日生ビルの建て替えに伴い、鹿児島中央駅の停車場所を中央駅東口のバスプールに一時移転。
- 2012年4月23日 - 一時移転をしていた鹿児島中央駅の停車場所を鹿児島中央ターミナルビル1階の南国交通バスターミナルに移転。
- 2016年3月30日 - いわさきバスネットワーク会社解散に伴い、同社担当路線を鹿児島交通に移管。
- 2018年3月31日 - 三州自動車会社解散に伴い、同社担当路線を鹿児島交通に移管。
- 2025年4月 - 鹿児島市街地 - 鹿児島空港間を大人100円・小人50円値上げ[1]。

## 使用車両
南国交通は三菱ふそう・日野・いすゞの車両を使用し、いわさきコーポレーションは、これに日産ディーゼルが加わる。
2010年度より鹿児島交通の鹿児島系統には韓国現代自動車の『ユニバース』を多数導入、これに伴い余剰車は大隅系統に移籍した。
車内は補助椅子付きの4列シートである。高速道路を経由する便は座席定員を超える乗車はできないため補助椅子を使用しても乗り切れない場合は次の便を待つことになる。いずれの路線もトイレ設備はない。かつては出入り口直後に座席を撤去し荷物スペースとしていたが、鹿児島市内系統では満席対策のため座席に戻している。